# Ze Rong
Zé Róng (chinesisch 笮融, IPA (hochchinesisch) [[Liste der IPA-Zeichen#|d̥z̥ɤ35 ʐʊŋ35]]; * 161; † 197) war ein General der späten Han-Dynastie am Vorabend der Zeit der Drei Reiche im Kaiserreich China.
Er stammte aus der Provinz Danyang und diente unter dem Gouverneur Tao Qian als General. Er wurde mit der Überwachung der Getreidetransporte in Guangling und Pengcheng beauftragt, aber er veruntreute das Getreide und ließ mit dem Geld einen großen buddhistischen Tempel errichten. Tao Qian ließ ihn aber dennoch nicht festnehmen, und Ze Rong wurde fahnenflüchtig, als Cao Cao 193 angriff.
Bei seiner Flucht nach Guangling nahm er 10.000 Menschen und 3.000 Pferde mit sich. Zhao Yu, der Großverwalter von Guang Ling, nahm ihn als Gast auf, aber Ze Rong vergiftete seinen Gastgeber bald darauf.
Als Liu Yao gegen den Warlord Sun Ce vorging, schloss sich Ze Rong dem Bündnis der Fürsten von Wu an. Zusammen mit Xue Li kampierte er in der Nähe von Moling (heutiges Nanjing, Jiangsu). Als Sun Ce sie geschlagen und zum Rückzug gezwungen hatte, konnte Ze Rong eine vollständige Niederlage abwenden, indem er bei seiner Flucht die Stadt Niuzhu angriff und Sun Ce zwang, seine Truppen aufzuteilen. Er versuchte dann erfolglos, Sun Ce zu zermürben.
Nachdem sie einige andere Städte verloren hatten, gaben Liu Yao und Ze Rong ihre Position auf und zogen nach Yuzhang. Auf dem Weg dahin tötete Ze Rong seinen Verbündeten Xue Li. Als sie in Yuzhang ankamen, tötete Ze Rong den Großverwalter Zhu Hao und versuchte, Liu Yao aus der Stadt fernzuhalten. Liu Yao griff ihn zunächst erfolglos an, aber sein zweiter Ansturm vertrieb Ze Rong, der sich in die Berge flüchtete. Dort wurde er von den örtlichen Stämmen gefangen genommen und hingerichtet.